# Elecciones estatales de Baviera de 1966
Las elecciones estatales de Baviera celebradas en 1966 fueron las elecciones del NPD y del SPD:
- El NPD, un partido calificado de ultraderechista: esta ha sido la única vez hasta hoy en que ha obtenido representación parlamentaria, y se convirtió en la tercera fuerza política de Baviera.
- Los socialdemócratas del SPD ganaron 5 décimas y tuvieron su hasta hoy mejor resultado de la historia en Baviera (después de la Segunda Guerra Mundial).

La CSU ganó casi 1 punto y 2 escaños (aunque obtuvo el 48,1% de los votos, tuvo mayoría absoluta en el parlamento de Baviera).
Los liberales del FDP perdieron 8 décimas y toda su representación parlamentaria (9 escaños).
El Partido de Baviera perdió 1,4 puntos y sus 8 escaños: ya no conseguirá más escaños (de momento, hasta el día de hoy).
Para estas elecciones continuó en vigor una ley electoral distinta a la cláusula del cinco por ciento, en donde un partido debía obtener el 10% de los votos en al menos un distrito electoral para obtener representación parlamentaria. Es por esto que, por ejemplo, el FDP no obtuvo representación parlamentaria a pesar de haber obtenido el 5.1%.
Los resultados fueron:
| Partido Político | Partido Político                    | Porcentaje | Escaños |
| ---------------- | ----------------------------------- | ---------- | ------- |
|                  | Unión Social Cristiana de Baviera   | 48,1       | 110     |
|                  | Partido Socialdemócrata de Alemania | 35,8       | 79      |
|                  | NPD                                 | 7,4        | 15      |
|                  | Partido Liberal de Alemania         | 5,1        | 0       |
|                  | Partido de Baviera                  | 3,4        | 0       |